# エンド・オブ・ステイツ
『エンド・オブ・ステイツ』（Angel Has Fallen）は、2019年のアメリカ合衆国のアクション映画。監督はリック・ローマン・ウォー、主演はジェラルド・バトラーが務めた。本作は2013年の映画『エンド・オブ・ホワイトハウス』、また2016年公開の『エンド・オブ・キングダム』の続編である。

## ストーリー
主人公であるマイク・バニングは、合衆国シークレットサービスの一員として大統領を警護する任務に当たっているが、長年の任務で負った後遺症に悩まされ、偏頭痛や不眠症にも苦しめられているが、妻のリアを含む周囲には秘密にしている。
そんな中、退任する上司のジェントリー長官の後任に推薦されて、それを受けるか迷っていた。そんなマイクの元に、民間軍事会社サリエントを経営するかつての上官で友人のウェイド・ジェニングスからの誘いがあり、彼の会社の施設で軍事訓練を受ける。
マイクは、民間軍事会社との契約を削減しようとするアラン・トランブル大統領の釣り休暇に同行する。だが、湖上のボートに乗っている大統領およびシークレットサービスは多数のドローンの襲撃を受け、マイクと大統領以外が全滅する。大統領の意識が戻らない中、犯行に使われた車からマイクのDNAが検出され、FBIはマイクを大統領暗殺未遂の容疑で逮捕する。
護送中のマイクの車は襲撃され、サリエント社の軍事訓練施設で見かけた襲撃犯の隙を突いて逃げ出す。マイクは大統領暗殺犯として指名手配されるも、トンプソン捜査官率いるFBIの執拗な追跡をかわし、疎遠だった父クレイが森の中で暮らす小屋に隠れる。
カービー副大統領は大統領代理となり、ロシアから送金を受けた証拠を示し、マイクを暗殺未遂犯として非難する。サリエントの兵がクレイの小屋を襲うも、クレイがあらかじめ周囲に仕掛けておいた爆弾を起動して全滅させる。ウェイドはマイクの妻子を誘拐しようとするもクレイが救う。
FBIのトンプソン捜査官は、サリエントの兵士の死体を見てウェイドの陰謀を疑い始める。ウェイドと結びついたカービー臨時大統領は、民間軍事会社との契約を復活させようとする。サリエント社を訪れたトンプソン捜査官とラミレス捜査官は、ウェイドに殺される。
マイクは大統領の入院する病院に潜入してシークレットサービスに投降する。意識を取り戻した大統領はマイクを信じて釈放させる。サリエント社の兵が病院を爆破して大統領を暗殺しようとしたが、マイクはジェントリーとともに大統領を守る。サリエント兵はシークレットサービスの大部分を殺すも、政府の援軍が到着して圧倒される。サリエント兵は屋上からヘリで逃げようとするも、マイクがヘリを爆破し、ウェイドを格闘の末に殺す。
殺される前にトンプソン捜査官が見つけた証拠により、カービーは逮捕されマイクの容疑は晴れる。そして、父クレイはマイクと和解する。同僚の死と病気を隠していたことに責任を感じたマイクは、辞職を申し出るも慰留され、ジェントリーの後任に任命される。

## キャスト
※括弧内は日本語吹替
マイク・バニング - ジェラルド・バトラー（宮内敦士）
合衆国シークレットサービスの一員。表向きはコンピューターの販売員。関係者からの評価は高いが、任務による脳震盪の後遺症などで頭痛や身体障碍の恐れなどに悩まされており引退を考えている。
アラン・トランブル - モーガン・フリーマン（池田勝）
大統領。マイクを信頼しており、彼に次期長官を打診する。釣りをしている最中にドローンの襲撃を受け意識を失う。
マーティン・カービー - ティム・ブレイク・ネルソン（森宮隆）
副大統領。襲撃されて意識不明となったトランブルに代わり大統領代理として国政を執り行う。
ウェイド・ジェニングス - ダニー・ヒューストン（菊池康弘）
民間軍事会社サリエントの経営者。マイクのかつての上官で友人。昨今の情勢で経営難をおこしておりマイクにシークレットサービスの訓練委託を要望する。
デビッド・ジェントリー - ランス・レディック（関口雄吾）
マイクの上官。マイクを後任に推す。
ヘレン・トンプソン - ジェイダ・ピンケット＝スミス（菊永あかり）
FBI捜査官。トランブル襲撃をマイクの犯行と疑っており、逃走したマイクを追跡する。
クレイ・バニング - ニック・ノルティ（池田勝）
マイクの父。元軍人。疎遠であったが今回の事件を機に徐々に関係が回復する。
リア・バニング - パイパー・ペラーボ（矢尾幸子）
マイクの妻。
サム・ウィルコックス - マイケル・ランデス (三瓶雄樹)
首席補佐官。
トラヴィス・コール - フレデリック・シュミット（岩永哲哉）
FBI捜査官。
ラミレス - ジョセフ・ミルソン（三瓶雄樹）
FBI捜査官。
ピーターソン - サピア・エイズレイ（米倉希代子）
FBI捜査官。
エージェント・マーフィ - オリ・プフェファー（裕樹）
マイクの同僚。トランブルをドローン攻撃から庇い死亡する。　
ジェームズ・ハスケル - マーク・アーノルド
CIA長官。
ブルーノ - ロッキ＝ボーイ・ウィリアムス（佐藤友啓）
襲撃犯。
シーバーツ - スチュアート・マクエイリー（斎藤寛仁）
医師。
軍人 - クリス・ブラウニング
軍人。

## 製作
2016年10月28日、『エンド・オブ・キングダム』の続編が製作されることになり、ジェラルド・バトラーも続投するとの発表があった。2017年7月25日、リック・ローマン・ウォーが本作の監督に起用されたと報じられた。2018年1月10日、ホルト・マッキャラニーが本作に出演するとの報道があった（後にスケジュールの都合で降板）。18日、ジェイダ・ピンケット＝スミスの出演が決まった。2月13日、パイパー・ペラーボが本作に起用されたと報じられた。23日、ティム・ブレイク・ネルソンの出演が決まったとの報道があった。3月、ランス・レディックとマイケル・ランデスがキャスト入りした。
なお、本作の主要撮影はバージニア州で行われた。
2019年1月22日、デヴィッド・バックリーが本作で使用される楽曲を手掛けるとの報道があった。

## マーケティング・興行収入
2019年5月16日、本作のオフィシャル・トレイラーが公開された。
本作は『赦しのちから』及び『レディ・オア・ノット』と同じ週に封切られ、公開初週末に1450万ドル前後を稼ぎ出すと予想されていたが、実際の数字はそれを大幅に上回るものとなった。2019年8月23日、本作は全米3286館で公開され、公開初週末に2138万ドルを稼ぎ出し、週末興行収入ランキング初登場1位となった。ジェラルド・バトラー主演作が週末興行収入ランキング1位となるのは『300 〈スリーハンドレッド〉』（2007年）以来のことであった。

## 評価
本作に対する批評家からの評価は、平凡なものに留まっている。
映画批評集積サイトのRotten Tomatoesには157件のレビューがあり、批評家支持率は39%、平均点は10点満点で5.01点となっている。サイト側による批評家の見解の要約は「前2作同様、粗末な設定・アイデアから生み出された作品である。『エンド・オブ・ステイツ』は凡庸な作品であり、観客の記憶にまず残らないであろうアクション映画の三部作に相応しい完結作である。」となっている。
また、Metacriticには32件のレビューがあり、加重平均値は45/100となっている。なお、本作のCinemaScoreはA-となっている。

## テレビ放送
| 回 | 放送日        | 放送時間 (JST)    | 放送局 | 放送枠             | 備考 | 出典 |
| -- | ------------- | ----------------- | ------ | ------------------ | ---- | ---- |
| 1  | 2023年2月25日 | 土曜21:00 - 22:54 | BS-TBS | 土曜映画デラックス |      |      |